# Dharmakāya
Con il nome proprio sanscrito Dharmakāya (lett. "Corpo del Dharma" o "Corpo di Verità"; devanāgarī: धर्मकाय; cinese: 法身, Fǎshēn; giapponese:  Hōshin anche Hossin; coreano: 법신, Pŏpsin; vietnamita: Pháp thān; tibetano: Chos sku) si indica in quella lingua uno dei "corpi" del Buddha.
Nella sua accezione più diffuse uno dei due corpi di Buddha in quelle dottrine che gli affiancano il Rūpakāya; uno dei tre corpi del Buddha in quelle dottrine che gli affiancano il Nirmāṇakāya e il Sambhogakāya (dottrine del Trikāya).

## Nel Buddismo dei Nikāya
- Nell'ambito del buddismo Theravāda con il termine Dhammakāya (traduzione in lingua pāli, lingua canonica di questa scuola, del nome sanscrito "Dharmakāya") si indica uno dei tre "corpi" di Gotama Buddha, precisamente quello rappresentato dal "corpo dei suoi insegnamenti" (Dhamma; sans. Dharma). Esso quindi non è un vero e proprio "corpo", quanto piuttosto la continuità della sua presenza per mezzo della presenza delle sue dottrine, essendosi lui, Gotama Buddha, estinto nel parinibbāṇa.
- Nell'ambito delle dottrine del buddismo dei sarvāstivāda, con il termine Dharmakāya si indica il "corpo dei fenomeni puri" acquisito da un bodhisattva quando diviene un buddha. È un termine che quindi non indica un buddha in quanto tale, quanto piuttosto le sue cinque componenti pure (pañcaṅga dhharmakāya), risultando quindi "sovramondano" (lokottara).
- Tale soprannaturalità del Buddha è particolarmente sottolineata nel Mahāvastu, opera propria di quella corrente detta dei Lokottaravāda nata nell'alveo dei Mahāsāṃghika.

## Nel Buddismo Mahāyāna
Nel Buddismo Mahāyāna, l'interpretazione dei kāya ("corpi") del Buddha si colloca in una prospettiva mediana rispetto alle correnti del buddismo dei Nikāya: né esclusivamente trascendenti, come per i Lokottaravāda, né esclusivamente umani come per i Theravāda.
Dal che per queste teologie, elaborate soprattutto da Asaṅga, autore del III secolo di scuola Vijñānavāda, quando un bodhisattva completa il percorso delle "Dieci terre" (daśa bhūmi) raggiungendo l'illuminazione completa (la anuttarā-samyak-saṃbodhi di samyaksambuddha) nel cielo di Akaniṣṭa (ultima dimora celeste della dimensione della "forma pura") esso realizza il Dharmakāya, il "Corpo del Dharma", il "Corpo Assoluto", il "Corpo di Verità" come proprio obiettivo. Allora da questo "corpo" emana un altro "corpo", il Rūpakāya ("Corpo della Forma"), al fine di beneficiare tutti gli esseri senzienti (sattva).
Dal Rūpakāya vengono quindi ad essere due ulteriori "corpi" del Buddha: Sambhogakāya che è un "corpo" di "emanazione" a beneficio  dei bodhisattva che percorrono dall'ottava alla decima terra (bhūmi) ed è quindi visibile solo a loro; e il Nirmāṇakāya a beneficio di tutti gli altri esseri senzienti avente lo scopo di indicargli il percorso della Liberazione (bodhi).
Da tener presente che per queste dottrine i tre "corpi" sopramenzionati non vanno considerati separati, ma espressione di un'unica entità e di un'unica Illuminazione. Non solo, i due "corpi" che procedono dal Rūpakāya sono, come questo, emanazione diretta del Dharmakāya, senza risultarne mai separati.
Il Dharmakāya è quindi il "corpo" di essenzialità (svābhāvikakāya), esso è senza nascita-morte e consiste nella vacuità (śūnyatā) della stessa Illuminazione.
Così il Vajracchedikā prajñāpāramitāsūtra:
(Vajracchedikāprajñāpāramitāsūtra, 26)